# الملك آرثر (فلم)
الملك آرثر (بالإنجليزية: King Arthur) هو فيلم مغامرة أُصدر في الولايات المتحدة وبريطانيا سنة 2004. الفيلم من إخراج انطوني فوكوا وكتابة ديفيد فرانزوني.

## القصة
تدور قصة الفيلم حول الملك آرثر وفرسان المائدة المستديرة

## الممثلون والشخصيات
- كلايف أوين (بدور: الملك آرثر)
- كيرا نايتلي (بدور: غوينيفير)
- إيان جروفود (بدور: لانسلوت)
- مادس ميكلسن (بدور: تريستان)
- جويل إجيرتون
- هيو دانسي
- راي وينستون
- ستيفن ديلان (بدور: مرلين)
- ستيلان سكارسجارد (بدور: سيرديك وسكس)

## الميزانية والإيرادات
بلغت تكلفة إنتاج الفيلم حوالي 120 مليون دولار بينما حقق أرباحاً تقدر بـ $203,567,857.

## وصلات خارجية
- الموقع الرسمي.
- مقالات تستعمل روابط فنية بلا صلة مع ويكي بيانات
- الملك آرثر على موقع أول موفي.